# Східнокапська провінція
Східнокапська провінція — одна з провінцій Південно-Африканської Республіки.

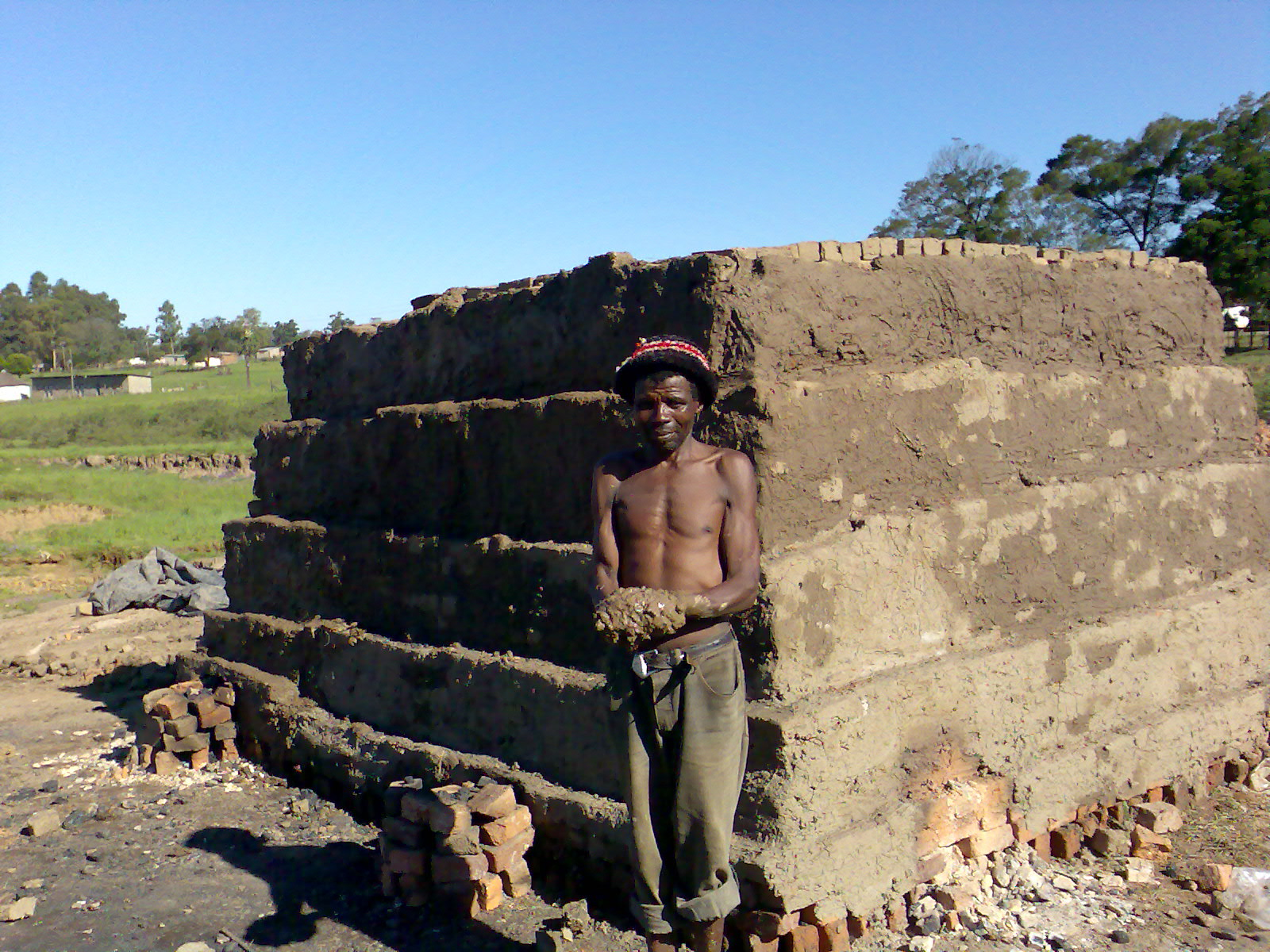
Представник народу коса за виробництвом цегли

Утворена в 1994 році з частини колишньої Капської провінції, а також квазінезалежних бантустанів Сіско і Транскей. Ця провінція — основна територія народу коса, з якого походять багато відомих південноафриканців, включаючи таких діячів АНК, як президенти ПАР Нельсон Мандела і Табо Мбекі (обидва вони народилися саме в цій провінції).
У Східнії Капській провінції розташована велика конурбація Порт-Елізабет. Центр провінції — місто Бішо. Провінція поділяється на шість районів (Альфред-Нзо, Аматоле, Какаду, Кріс-Хані, ОР-Тамбо, Укахламба) та Міський округ Бухта Нельсона Мандели, куди входить місто Порт-Елізабет. Інші великі міста — Іст-Лондон (великий порт), Грейамстаун. Провінція залишається однією з найбідніших в ПАР: це пов'язано, зокрема, з украй низьким рівнем життя в колишніх бантустанах Сіско і Транскей.
Східнокапська провінція межує з Західнокапською та Північнокапською провінціями, з провінціями Фрі-Стейт і Квазулу-Наталь, а також з Лесото. На півдні омивається Індійським океаном. На території провінції розташовані заповідники Аддо і Цицикама.

## Історія
Східнокапська провінція, як і Південноафриканська виникла в 1994 році. До неї були включені райони з територій Транскей і Сіско, а також ті, що входили тоді до Капської провінції.

## Географія

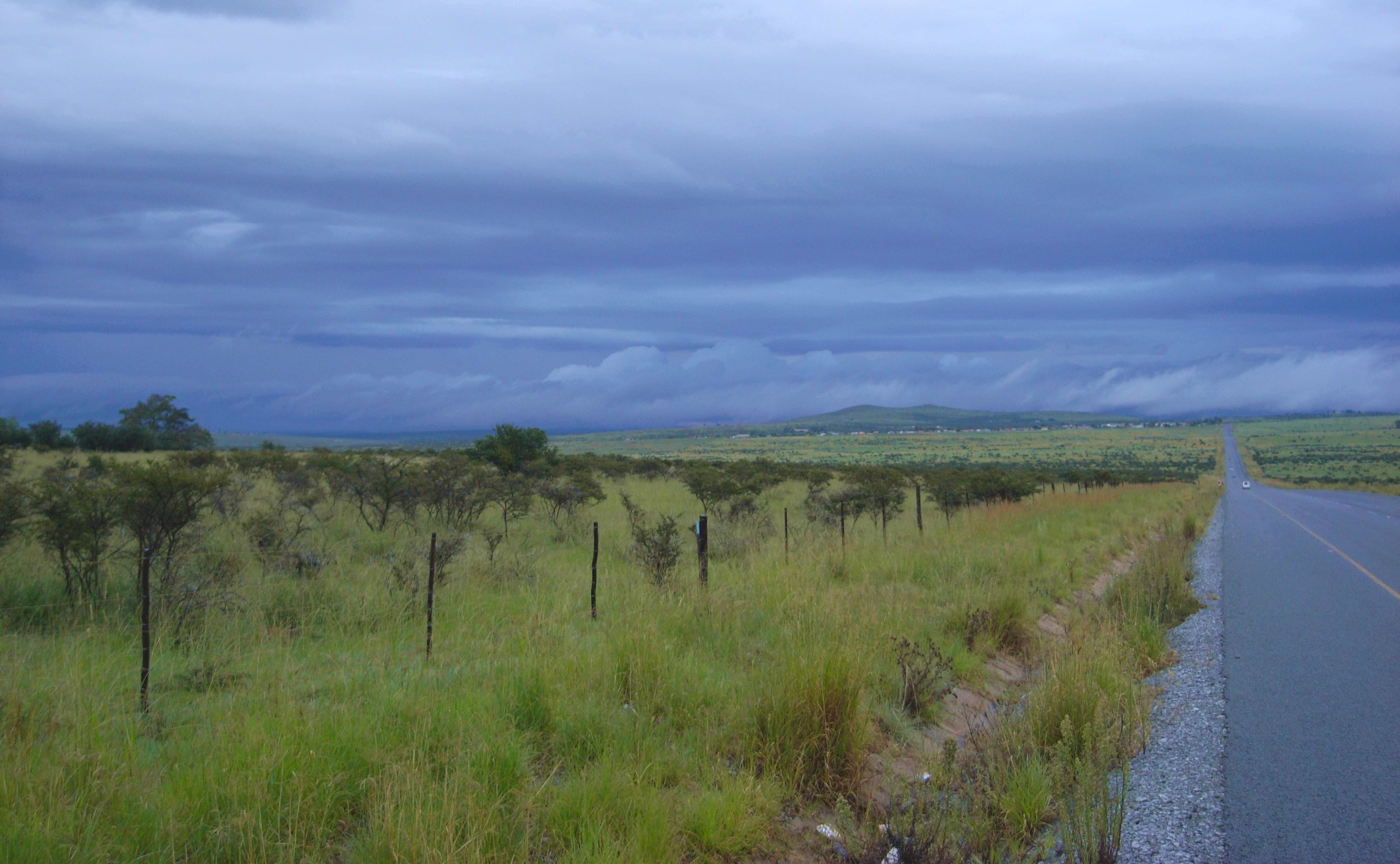

Клімат Східної Капської провінції поступово стає вологим із заходу на схід. Узбережжя, як правило, надійне — з вкрапленнями пляжів. Більшість території провінції горбиста. Найвища точка в провінції — гора Ben Macdhui, її висота 3001 м. На схід від Східного Лондону до кордону Квазулу-Наталь знаходяться пишні луки, в яких де-не-де розташовуються ділянки лісу.
Берегова лінія Східної Капської провінції простягається по південній частині Індійського океану. На північному сході вона межує з районами Лесото:
Mohale's Hoek — захід Quthing
Quthing — між Mohale і Qacha's Nek
Qacha's Nek — схід Quthing
Усередині країна межує з такими областями:
- Західнокапська провінція (англ. Western Cape) — на заході
- Північнокапська провінція (англ. Northern Cape) — на північному заході
- Провінція Вільна держава (англ. Free State) — на півночі
- Провінція Квазулу-Наталь (англ. KwaZulu-Natal) — на крайньому північному сході

## Клімат

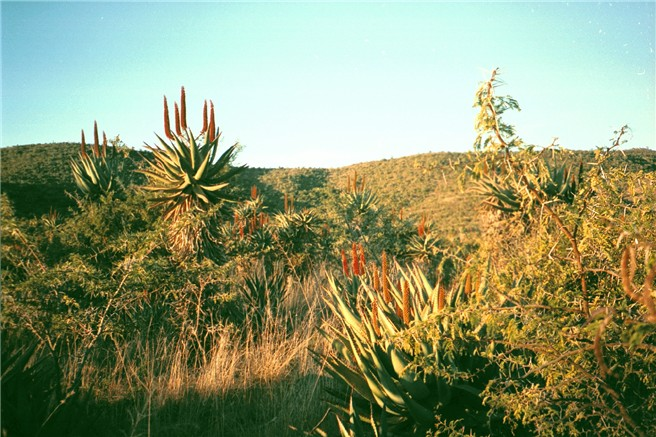

Клімат провінції дуже різноманітний. На заході морозна зима та спекотне літо. Територія від цициками до Грейамстауна отримує більше опадів, які відносно рівномірно розподілені на ній. Далі, на схід, опади збільшуються, підвищується вологість повітря.
- Порт-Елізабет: січень: макс.: 25 ° C, мін.: 18 ° C; липень: макс.: 20 ° C, мін.: 9 ° C
- Молтено і Барклі-Іст: січень: макс.: 28 ° C, мін.: 11 ° C; липень: макс.: 14 ° C, мін.: −7 ° C

## Туризм
Ландшафт провінції дуже різноманітний. На заході основну територію займає Карру. Східнокапська провінція пропонує широкий вибір атракціонів, у тому числі 800 км незайманої і недоторканої берегової лінії разом з чудовими пляжами.
Аддо Національний парк Слонів (англ. Addo Elephant National Park), розташований за 73 км від Порт-Елізабет, утворений у 1931 році. На його території мешкають 170 слонів, останній африканський буйвіл та 21 рідкісний чорний носоріг.
У районі села Родос у Південному Дракенсберзі на схилах високої гори (3001 м) знаходиться лижний курорт Тіффендел (англ. Tiffindell Ski Resort).
На відстані 80 км від прибережної смуги в гирлі річки Стормс (англ. Storms River) розташований Національний парк Цицикама.
На дикому узбережжі Індійського океану є селище з назвою Мазеппа-Бей, яку воно отримало від однойменного вітрильника, що сів у цій місцевості на мілину 1842 р. У селищі є готель та кілька котеджів для туристів, які надають перевагу відпочинку на морі, спостереженню за птахами та рибній ловлі.

## Економіка
Східнокапська провінція є однією з найбідніших провінцій в Південній Африці. Це пояснюється тим, що найбільше в провінції — сільське господарство.

### Сільське господарство
У провінції знаходяться багато родючих земель, що займає важливу роль у сільському господарстві. На родючій долині Ленгклуф (англ. Langkloof Valley) на південно-заході ростуть величезні фруктові сади. Вівчарство переважає в Карру. В області Олександрія-Грейамстаун (англ. Alexandria-Grahamstown) виробляють ананаси, цикорій та молочні продукти, в той час як кава і чай вирощують на території під назвою Магва (англ. Magwa). У регіоні колишнього Транскея зосереджені рогата худоба, вирощування кукурудзи та сорго.
Завдяки співпраці з інститутом Форт-Хейр (англ. Fort Hare) у провінції функціонує оливкове виробництво.
Основу рибної промисловості провінції складають кальмари та риба.

## Промисловість
У провінції розташовані 2 великі промислові центри — Порт-Елізабет і Іст-Лондон. Їхня економіка добре розвинена завдяки автомобільній промисловості, у Порт-Елізабет це General Motors і Volkswagen, в Іст-Лондон — DaimlerChrysler. Найбільший будівельний проект у Африці в наш час[коли?] в Коезі (англ. Coega), приблизно за 20 км на північ від Порт-Елізабет, де будують новий порт. Очікується, що поява нового порту дасть поштовх у провінції основним економічним зростанням.
Є 2 порти і 3 аеропорти, які сполучають основні центри; у провінції також відмінні дороги та залізнична інфраструктура.
Плани на розвиток області, як експортно-орієнтованої зони включають в себе будівництво глибоководного порту Ngqura.
Інші важливі сектори включають фінанси, нерухомість, бізнес-послуги, оптову та роздрібну торгівлі, готелі та ресторани.